# Центр информатики и электроники
Центр информатики и электроники (ЦИЭ, также Развалины ЦИЭ, Мёртвый город) — нереализованный советский проект по созданию в Зеленограде второго научно-производственного комплекса исследовательских институтов и предприятий по разработке и выпуску электроники и микроэлектроники.

## Проект и история
Создаваемый в соответствии с постановлением ЦК КПСС и Совета Министров СССР от 22 мая 1986 года Центр информатики и электроники должен был включать в себя 12-15 предприятий и исследовательских институтов и представлять собой вторую очередь развития города как центра электроники. Фактически же проект предполагал строительство нового города и его одновременную интеграцию с Зеленоградом. В отличие от ранее созданного (в 1962 году) НПО «Научный центр», который подчинялся Министерству электронной промышленности, новый центр должен был стать межведомственным (межотраслевым).
При взгляде сверху комплекс зданий Центра должен был представлять собой «пирог» с двумя кольцами зданий — внутренним и внешним; между кольцами должен был располагаться тепло-кабельный коллектор (диаметром ~430 м), а по внешнему периметру — второй коллектор (диаметр ~820 м). Различные источники расходятся в назначении второго, внешнего коллектора: по одним в нём должен был располагаться циклический ускоритель заряженных частиц, однако другие источники не подтверждают эту информацию.
В 1987 году для целей строительства производственных площадей и жилья для работников центра в территорию города Зеленограда был включён посёлок Крюково вместе с прилегающими территориями. Во время распада СССР строительство производственных площадей было заброшено, в то время как строительство жилого фонда по решению Правительства Москвы было продолжено (в том числе для переселения жителей основной части Москвы). Возникший дисбаланс в отношении количества жителей и рабочих мест, усугублённый кризисом российской экономики после распада СССР, привёл к большой транспортной проблеме в городе, как внутренней, так и внешней.
Из запланированных организации ЦИЭ к закрытию проекта успели создать только Институт проблем проектирования в микроэлектронике РАН, а стройка центра превратилась в так называемые Развалины ЦИЭ, где в шести реконструированных корпусах расположили таможенный терминал, а в некоторых из заброшенных корпусов проводились пейнтбольные игры.

## Описание развалин
Перед сносом, проходившем в 2019-2021 годах, Развалины ЦИЭ представляли собой (по часовой стрелке) следующие действующие и заброшенные здания и строения.
| «Часы»            | Описание                                                                  |
| ----------------- | ------------------------------------------------------------------------- |
| Внутреннее кольцо |                                                                           |
| 1—4               | каркас корпуса Центра вычислительной техники и электроники из двух частей |
| 1                 | — объект «Башня»                                                          |
| 2—3               | — основная часть корпуса                                                  |
| 8                 | один из корпусов таможенного терминала                                    |
| Внешнее кольцо    |                                                                           |
| 1                 | объект «Большой цех»                                                      |
| 2                 | объект «Малый цех»                                                        |
| 5                 | объект «Цех»                                                              |
| 7                 | объект «Центр управления»                                                 |
| 7—10              | пять корпусов таможенного терминала                                       |
| 10                | заросшая площадка под ещё один корпус                                     |

 таможенный терминал
 заброшенные корпуса

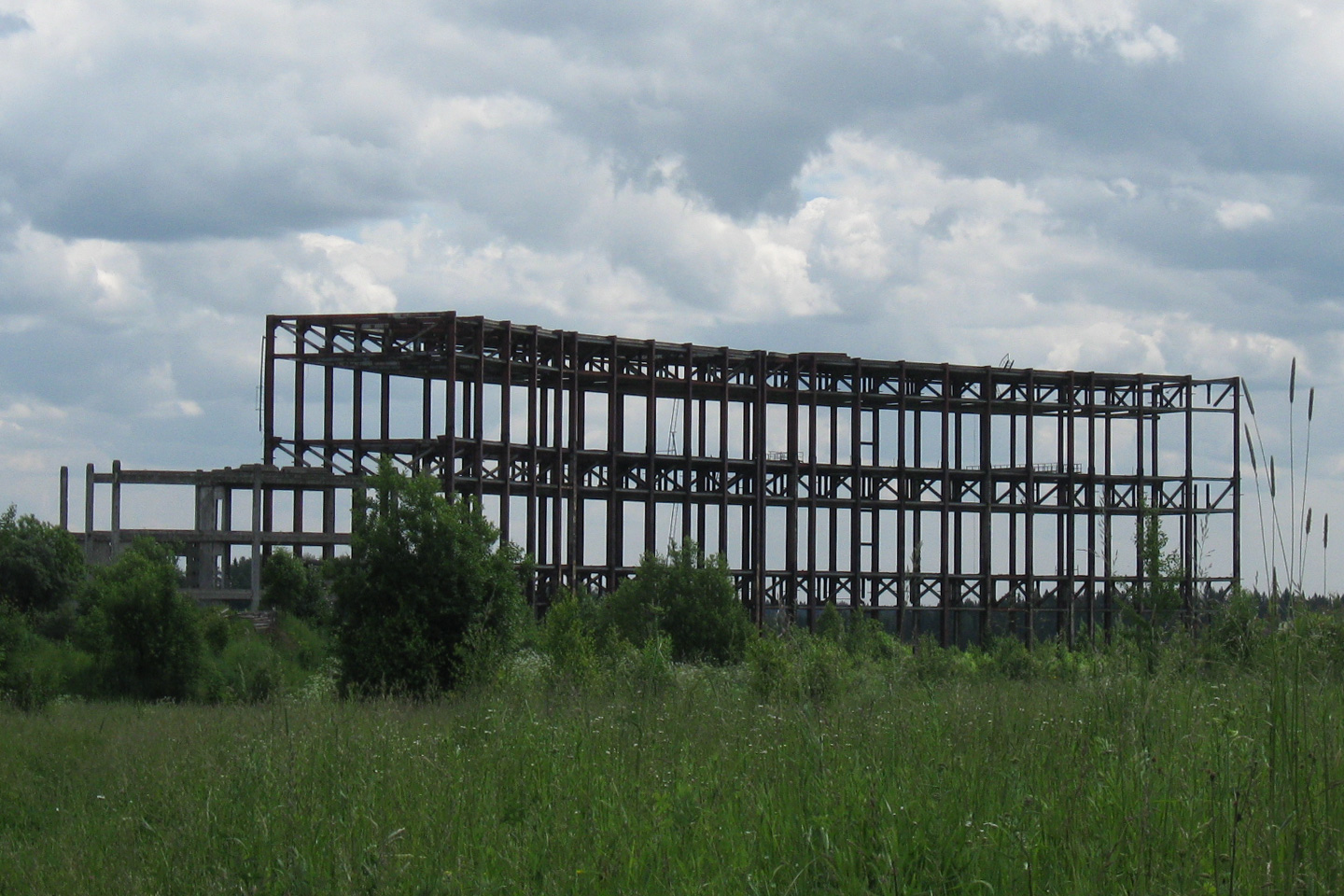
Каркас корпуса Центра вычислительной техники и электроники. Основная часть (большая металлическая конструкция) и объект «Башня» (небольшой бетонный объект слева). 2013 год

Оба коллектора были частично построены, брошены и, впоследствии, по-большей части засыпаны.

## Снос
В 2019 году были снесены два (внешние на 9-10 часов) из шести корпусов таможенного терминала, в 2021 году были снесены собственно развалины, но с сохранением четырех оставшихся корпусов таможенного терминала.

## Дальнейшее использование территории
В 2022 году на территории, расчищенной от развалин, начато строительство нового жилого микрорайона «Зеленый парк». Оставшиеся четыре корпуса бывшего таможенного терминала (внутренний и три внешних на 7-8 часов) и площадки после двух снесённых корпусов временно используются как крытые и некрытые склады, соответственно.